# João Gilberto de Moura
João Gilberto de Moura (ur. 21 listopada 1963 w Ituiutabie) – brazylijski duchowny katolicki, biskup Jardim w latach 2013-2024, biskup Lins (nominat). 

## Życiorys
10 grudnia 1995 otrzymał święcenia kapłańskie i został inkardynowany do diecezji Ituiutaba. Był m.in. rektorem seminarium, wikariuszem sądowym, kanclerzem kurii oraz wikariuszem generalnym diecezji. W 2007 pełnił funkcję tymczasowego administratora diecezji.
3 lipca 2013 papież Franciszek mianował go biskupem diecezji Jardim. Sakry udzielił mu 6 września 2013 biskup Francisco Carlos da Silva. 
30 października 2024 ten sam papież przeniósł go na urząd biskupa diecezji Lins. 